# Гецово
Гецово (болг. Гецово) — село в Болгарии. Находится в Разградской области, входит в общину Разград. Население составляет 1848 человек.

## История
С турецких времён, до 1894 года село называлось Хасанлар, затем в честь рождения первого сына — Бориса, у правящего великого князя Болгарии Фердинанда I, село было переименовано в Борисово. Современное название села — в честь партизана Гецо Неделчева, расстрелянного в селе Литаково в 1944 году.

## Население
По данным переписи населения 2011 года в селе проживали 1774 жителя.
Национальный состав населения села:
| Национальность         | Чел. | %      |
| ---------------------- | ---- | ------ |
| болгары                | 1696 | 98,9 % |
| турки                  | 5    | 0,3 %  |
| других национальностей | 11   | 0,6 %  |
| не определились        | 3    | 0,2 %  |
| Всего опрошено         | 1715 |        |

## Политическая ситуация
В местном кметстве Гецово, в состав которого входит Гецово, должность кмета (старосты) исполняет Пламен Пантилеев (Граждане за европейское развитие Болгарии (ГЕРБ)) по результатам выборов 2011 года, прежде кметом был Пенчо Йорданов Пенев, избранный в 2007 году, как независимый кандидат.

## Галерея

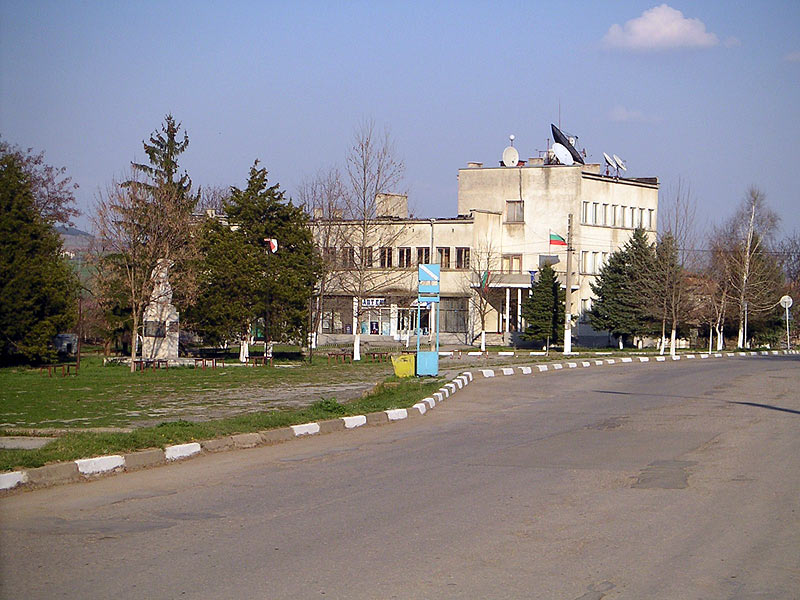
Здание кметства Гецово
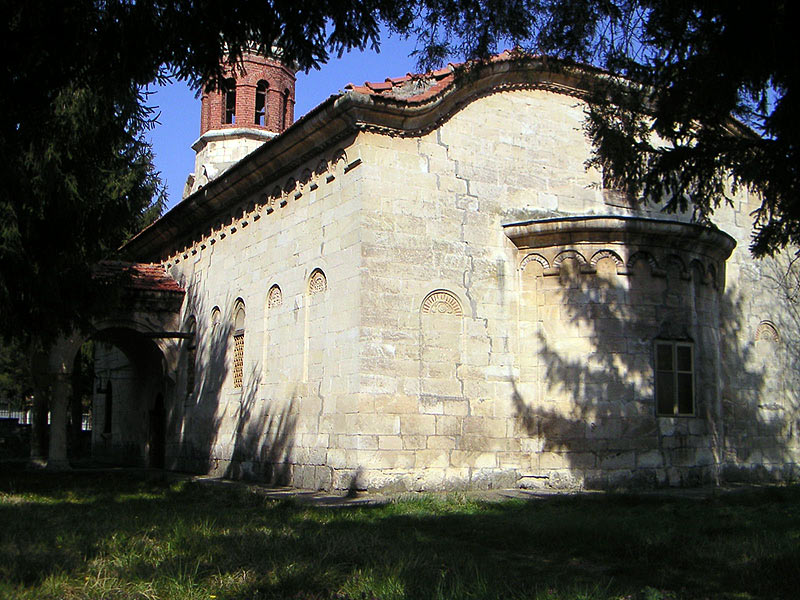
Церковь св. Димитра
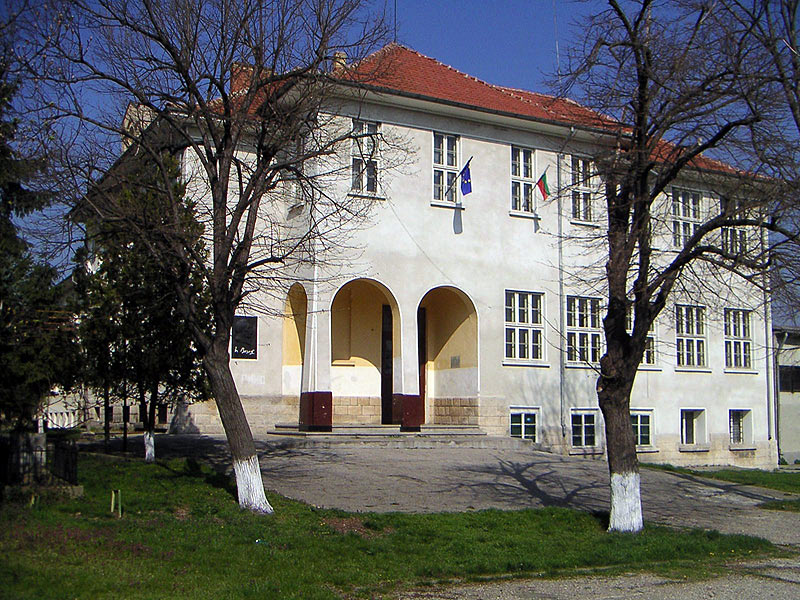
Школа им. Ивана Вазова в Гецово